# Barraca de Culip
La Barraca de Culip és una barraca del municipi de Cadaqués (Alt Empordà) inclosa en l'Inventari del Patrimoni Arquitectònic de Catalunya.

## Descripció
Situada a la Cala Culip, al sector occidental. Barraca de planta rectangular de dimensions considerables, amb teulada a una sola vessant. La porta, rectangular, s'obre al mur meridional i només hi ha una minúscula finestra a llevant. L'aparell constructiu és fet a base de rebliment lligat amb morter, tot encalcinat, tant a l'interior com a l'exterior. A l'interior, hi ha un únic espai amb un banc corregut, una llar, fogons i terrabastall de fusteria.

## Història
La cala Culip era una de les cales considerades reials o majors de les que es sortejaven la comunitat de pescadors de Cadaqués (sorteig que es feia inicialment a cala Jugadora de la qual cosa deriva aquest nom de lloc). Culip és la primera cala gran que es troba a "la Mar d'Amunt", és a dir, al nord de Cap de Creus.

La cala Culip ja s'esmenta en un document de l'any 1030, venda que feren els comtes Hug d'Empúries i Gaufred del Rosselló a l'abadia de Sant Pere de Rodes, un extens alou que incloïa terrenys conreats i erms, pasturatges, i les pesqueres i ports des de la punta dels tres Frares, al nord. A la cala Jònculs, al sud; és a dir, el litoral de d'actual terme de Cadaqués: 
| « | (...)Port-long, et alium quem vocant Chulib, aliumque qui vocatur Caput crucis, et Port ligad, et alium quem dicunt Kadachers, usue ad terminum de Port Iunguis(...) | » |
| — text transcrit per P. De Marca, "Marca Hispanica sive limes hispanicus...", Paris, 1688,cs. 1042-1044)1030 | |   |

La barraca va ser construïda entre els segles xviii i xix i va ser reformada a finals dels anys setanta o principis dels vuitanta.
El 1930 Luis Buñuel va filmar la pel·lícula L'Age d'or dins d'aquesta barraca i al proper Pla de Tudela.